# Сала-и-де-Карамани, Бенито де
Бенито де Сала и де Карамани (исп. Benito de Sala y de Caramany, кат. Benet de Sala i de Caramany; 16 апреля 1646, Жирона, Барселонское графство — 2 июля 1715, Рим, Папская область) — испанский кардинал, бенедиктинец. Епископ Барселоны с 24 ноября 1698 по 2 июля 1715.  Кардинал in pectore с 18 мая 1712 по 30 января 1713. Кардинал-священник с 30 января 1713.

## Биография
Родился в 1646 году в Жироне в знатном каталонском семействе. В источниках на каталанском языке его имя пишется как Benet de Sala i de Caramany. В 12-летнем возрасте поступил послушником в бенедиктинский монастырь Монсеррат, позднее принял монашеские обеты в бенедиктинском ордене. Обучался сначала в Барселонском университете, где в 1675 году получил лиценциат по теологии, затем в университете Саламанки, где получил докторскую степень по теоологии и каноническому праву. Был рукоположен в священники (точная дата неизвестна). После окончания университета сначала преподавал теологию в Саламанке, затем вернулся в родную Каталонию. С 1682 по 1684 года был аббатом монастыря Монсеррат, позднее возглавлял ещё ряд бенедиктинских монастырей.
24 ноября 1698 года назначен епископом Барселоны. Епископская хиротония состоялась 15 марта 1699 года.
Вскоре после вступления Бенито де Сала и де Карамани на барселонскую кафедру началась война за испанское наследство. Епископ первоначально поддерживал Филиппа V, который был ставленником Франции, однако позднее большая часть каталонской знати стала оказывать явную поддержку австрийскому претенденту на трон эрцгерцогу Карлу. В связи с этим в марте 1705 года епископ Сала был вызван ко двору Филиппа в Мадрид. После того как англо-португальская армия, воевавшая на стороне Карла, 25 июня 1706 года заняла Мадрид, а Филипп покинул столицу, Сала официально признал эрцгерцога королём Испании. В ответ на это в августе 1706 года французские военные захватили епископа и отправили в заключение сначала в Байонну, затем в Бордо и, наконец, в Авиньон. В 1712 году он был освобождён и вернулся в Барселону.
На консистории 18 мая 1712 года папа Климент XI сделал Бенито де Сала и де Карамани кардиналом in pectore (тайным), поскольку военные действия заключительного этапа войны ещё продолжались. 13 января 1713 года его назначение было публично обнародовано. В ноябре 1714 года переехал в Рим, где и скончался 2 июля 1715 года. Похоронен в базилике Сан-Паоло-фуори-ле-Мура.